# Municipio de Sparta (Míchigan)
El municipio de Sparta (en inglés: Sparta Township) es un municipio ubicado en el condado de Kent en el estado estadounidense de Míchigan. En el año 2010 tenía una población de 9110 habitantes y una densidad poblacional de 96,42 personas por km².

## Geografía
El municipio de Sparta se encuentra ubicado en las coordenadas 43°9′43″N 85°43′36″O / 43.16194, -85.72667. Según la Oficina del Censo de los Estados Unidos, el municipio tiene una superficie total de 94.48 km², de la cual 94,35 km² corresponden a tierra firme y (0,14 %) 0,13 km² es agua.

## Demografía
Según el censo de 2010, había 9110 personas residiendo en el municipio de Sparta. La densidad de población era de 96,42 hab./km². De los 9110 habitantes, el municipio de Sparta estaba compuesto por el 94,51 % blancos, el 0,68 % eran afroamericanos, el 0,33 % eran amerindios, el 0,38 % eran asiáticos, el 2,36 % eran de otras razas y el 1,73 % eran de una mezcla de razas. Del total de la población el 5,29 % eran hispanos o latinos de cualquier raza.